# Наманганський район
Наманганський район (узб. Наманган тумани, Namangan tumani) — район у Наманганській області Узбекистану. Розташований на півдні області. Утворений 29 вересня 1926 року. Центр — міське селище Ташбулак.